# Armen Sarkisjan (piłkarz)
Armen Wladimiri Sarkisjan, orm. Արմեն Վլադիմիրի Սարգսյան, ros. Армен (Арменак) Владимирович Саркисян, Armien Władimirowicz Sarkisian (ur. 1 stycznia 1953 w Erywaniu, Armeńska SRR) – ormiański piłkarz, grający na pozycji obrońcy, trener piłkarski.

## Kariera piłkarska

### Kariera klubowa
Wychowanek Republikańskiej Szkoły Futbolowej w Erywaniu. W 1971 rozpoczął karierę piłkarską w rodzimym klubie Ararat Erywań, w którym występował przez 10 lat. W 1980 zakończył karierę piłkarza.

### Kariera reprezentacyjna
Do 1976 bronił barw młodzieżowej reprezentacji ZSRR.

## Kariera trenerska
Po zakończeniu kariery piłkarza rozpoczął pracę szkoleniowca. W 1990 został mianowany na stanowisko głównego trenera Araratu Erywań, który prowadził do 1994. W 1994 został wybrany prezesem Federacji Piłkarskiej Armenii, kierując przez cztery lata Związkiem. Następnie wyjechał na stałe do USA, gdzie pracował jako trener, a także zajmował się handlem biżuterią.

## Sukcesy i odznaczenia

### Sukcesy piłkarskie
Ararat Erywań
- mistrz ZSRR: 1973
- wicemistrz ZSRR: 1976 (w.)
- zdobywca Pucharu ZSRR: 1973, 1975
- finalista Pucharu ZSRR: 1976

reprezentacja ZSRR
- mistrz Europy U-23: 1976

### Sukcesy trenerskie
Ararat Erywań
- mistrz Armenii: 1993
- brązowy medalista Mistrzostw Armenii: 1994
- zdobywca Pucharu Armenii: 1993, 1994

### Odznaczenia
- tytuł Mistrza Sportu klasy międzynarodowej: 1976